# عبدوالرحمن نگار
عبدوالرحمن نگار (به لاتین: Abdu Rahiman Nagar) در هند با جمعیت ۳۵٬۵۳۴ نفر است که در کرالا واقع شده‌است.